# Salutatorian
Salutatorian è un titolo accademico che nel sistema scolastico degli Stati Uniti, delle Filippine e del Canada viene conferito allo studente che tiene il discorso di apertura alla cerimonia di consegna dei diplomi di maturità o di laurea.
Solitamente questo titolo viene assegnato al secondo miglior diplomato di ogni classe di maturandi o di ogni corso di studi, mentre il discorso di chiusura spetta al valedictorian, il miglior diplomato di ogni classe di maturandi.
Nelle università statunitensi di Princeton e Harvard tale discorso di apertura viene effettuato in latino. Questa tradizione è presente perché, all'epoca della fondazione di queste università (tra le più antiche degli Stati Uniti), era previsto che tutti i laureati conoscessero il latino.